# Сайпан
Сайпа́н (англ. Saipan) — второй по величине остров в архипелаге Марианские острова в Тихом океане, крупнейший остров и столица Северных Марианских Островов. Входит в состав муниципалитета Сайпан.

## География
Остров Сайпан расположен в южной части архипелага Марианские острова. Омывается водами Тихого океана. В 9,3 км к юго-западу от острова расположен остров Тиниан, в 117 км к северу — остров Анатахан, в 184 км к юго-западу — остров Гуам. Ближайший материк, Евразия, находится в 2800 км. От ближайшего острова — Тиниан — Сайпан отделён Сайпанским проливом, шириной 9,3 км.
Остров Сайпан имеет смешанное вулканическое и коралловое происхождение. В западной части острова расположены песчаные пляжи, а прибрежные рифы образуют большую лагуну. Восточная сторона Сайпана скалиста и обрывиста, окружена рифом. Длина Сайпана составляет около 23 км, ширина — 10 км. Высшая точка острова, гора Тапочау (англ. Mount Tapochau), достигает 474 м и представляет собой, в отличие от многих гор Марианских островов, известняковое образование, а не потухший вулкан. В 3,2 км к северу расположена гора Ачугао (англ. Mount Achugao), являющаяся остатком вулканического конуса, эоценовый центр которого находился недалеко к северу от современной вершины. Площадь Сайпана составляет 115,38 км².
Восточная сторона острова Сайпан является началом спуска в Марианскую впадину.
Климат — влажный тропический. Остров подвержен тропическим циклонам.
Сайпан занесён в Книгу рекордов Гиннесса как местность с самой ровной круглогодичной и суточной температурой в мире.

## История

### Испанский колониальный период
Остров Сайпан, как и соседние Гуам, Рота, Тиниан, были заселены человеком примерно в 2000 году до н. э. Европейскими первооткрывателями острова стали испанцы, которые в XVII веке полностью подчинили себе острова Марианского архипелага. Сайпан и близлежащий Тиниан, вероятно были открыты испанцами экспедиции Фернана Магеллана, которые высадились в южной части Марианских островов 6 марта 1521. На острове Сайпан, вероятно, побывал Гонсало де Виго, дезертир с корабля «Тринидад», нашедший прибежище среди чаморро и вместе с ними посетивший в течение четырёх лет 13 Марианских островов. Первые четкие свидетельства о пребывании на Сайпане европейцев оставил экипаж манильского галеона «Санта Маргарита», которым командовал Хуан Мартинес де Гуиллистеги. Он потерпел крушение у острова в феврале 1600 года и выжившие 250 человек пробыли на Сайпане два года, пока не были спасены кораблями «Санто-Томас» и «Мария Иисусе». Формально остров был присоединён к Испании в 1668 году, с высадкой миссионерской экспедиции Диего Луиса де Сан Виторес, который назвал остров Сан-Хосе. С 1670 года на Сайпан стали заходить испанские и, изредка, английские, голландские и французские корабли для пополнения запасов провизии и воды. Численность коренного населения сильно уменьшилась из-за занесённых европейцами болезней, а также в ходе конфликтов с испанцами из-за земли, а оставшиеся в живых были насильственно переселены на Гуам в 1720 году для лучшего контроля за ними и ассимиляции. В период испанского владычества на острове были созданы фермы для выращивания скота для снабжения испанских галеонов провизией по пути в Мексику. В 1815 году на Сайпане поселилось большое количество каролинцев с острова Сатавал, в то время как большая часть коренного населения Сайпана, народа чаморро, была переселена на остров Гуам.

### Германский колониальный период
После испано-американской войны 1898 года, Сайпан был временно оккупирован США. 12 февраля 1899 года Марианские острова были проданы Испанией Германии. С 1907 года остров был частью Германской Новой Гвинеи, подчиняясь окружному офицеру Каролинских островов. Со стороны Германии за всё время её правления на Сайпане не было предпринято никаких попыток развития экономики или изменения структуры правления. Остров продолжал оставаться под контролем местных испанских землевладельцев.

### Японская колонизация Сайпана
14 октября 1914, во время Первой Мировой Войны остров был захвачен Японской империей, объявившей войну Германии. Официально японский контроль над Сайпаном был установлен в 1920 году в рамках Южного Тихоокеанского мандата Лиги Наций. В военном и экономическом плане Сайпан был одним из важнейших островов в южной части Тихого океана и стал центром японской колонизации. Иммиграция началась в 1920-е годы — на остров прибывают этнические японцы, корейцы, тайваньцы и окинавцы, которые разрабатывают крупномасштабные плантации сахарного тростника. Японская фирма «Нанъё Кохацу Кабусики Кайся» (яп. 南洋興発株式会社, англ. Nan'yō Kōhatsu Kabushiki Kaisha) построила на Сайпане сахарные заводы. Под властью Японии началось масштабное развитие инфраструктуры, в том числе прокладывание дорог, строительство портовых и гидротехнических сооружений (Японский маяк), электростанций, школы, а также культурно-развлекательных заведений и синтоистских святилищ. К октябрю 1943 гражданское население Сайпана состояло из 29 348 японских поселенцев и 3926 чаморро и переселенцев с Каролинских островов.
В 1930-х годах на острове стали концентрироваться японские гарнизоны, которые к 1941 году достигли численности в 30 тыс. чел.

### Сайпан во Второй мировой войне
Япония считала Сайпан последней линией обороны для метрополии, и поэтому уделяла большое внимание его обороне. С конца 1930-х годов на острове усиливается присутствие японской Императорской армии и Императорского японского флота. Гарнизон Сайпана усиливается строительством многочисленных береговых артиллерийских батарей, береговых оборонительных сооружений, подземных фортификационных сооружений и взлетно-посадочных полос.
Битва за Сайпан, происходившая с 15 июня по 9 июля 1944 года, была одной из важнейших для США во Второй мировой войне. Морская пехота и подразделения армии Соединённых Штатов высадились на пляжах юго-запада острова и провели более трех недель в тяжёлых боях с японскими войсками. Захват Сайпана стоил американцам 3426 человек убитыми и 10 364 ранеными. Подавляющее большинство из примерно 30 000 японских солдат в ходе битвы погибли, в плен было взято только 921 человек. После упорной защиты острова японскими войсками последовал приказ, который предписывал всем оставшимся в живых совершить самоубийство, проявляя тем самым чувство любви и преданности императору страны Восходящего Солнца. Также были большими потери среди гражданского населения острова. Около 20 000 японских гражданских лиц погибли в ходе боёв за остров, в том числе более 1000 покончили с собой, сбросившись со «скалы самоубийц» и «Банзай Клиф».
Американские войска приступили к постройке на Сайпане военного аэродрома. С захватом Сайпана американская армия находилась всего лишь в 1300 милях от японских островов. Большинство японских городов оказались в пределах досягаемости американских стратегических бомбардировщиков Б-29. Утрата Сайпана стала тяжёлым ударом как для военной, так и гражданской администрации Японии. Премьер-министр Японии был вынужден уйти в отставку. В память о битве за Сайпан на острове был заложен американский Мемориальный парк. После войны почти все уцелевшие японские поселенцы были репатриированы в Японию.

### Сайпан в послевоенные годы
После окончания Второй Мировой Войны Сайпан стал частью подопечной территории Тихоокеанские острова, находящейся в ведении Соединенных Штатов. В послевоенные годы большую роль в развитии острова по-прежнему играла американская армия. С 1978 года остров стал частью Содружества северных Марианских Островов. В 1990-х годах начал развиваться туризм, который до сих пор играет важную роль в местной экономике. В ноябре 1986 года Северные Марианские Острова вступили в свободную ассоциацию с США.

## Население
Население острова 48 220 человек (2010), примерно 90 % от всего населения страны. Основным языком общения местных жителей является английский, хотя чаморро, коренной язык местного народа чаморро, также используется в повседневной жизни.
На Сайпане проживает большое количество выходцев из Китая, Бангладеш, Филиппин, Таиланда, Вьетнама и Камбоджи. Высока доля первого поколения иммигрантов из Японии, Китая и Кореи.

## Мэры Сайпана
- с июня 2014 года по январь 2015 года - Тудела, Мариан
- с 12 января 2015 года Дэвид М. Апатанг[англ.]

## Транспорт
На южной части острова Сайпан расположен Международный аэропорт Сайпан (англ. Saipan International Airport), также известный как Международный аэропорт Сайпан имени Франциско Си Ада (ИАТА: SPN, ИКАО: PGSN, FAA LID: GSN).

## Достопримечательности
На Сайпане расположен Американский мемориальный парк, созданный как мемориал в честь жертв Марианской кампании Второй мировой войны. В нём есть развлекательные заведения, музей Второй мировой войны и памятник флагу, чтобы сохранить память о более чем 4000 военнослужащих США и местных жителей, погибших в июне 1944 года.